# 21st Street
21st Street – stacja metra nowojorskiego, na linii G. Znajduje się w dzielnicy Queens, w Nowym Jorku i zlokalizowana jest pomiędzy stacjami Court Square i Greenpoint Avenue. Została otwarta 19 sierpnia 1933.